# Pokalde
Der Pokalde (auch Pokhalde oder Dolma Ri) ist ein Gipfel im Mahalangur Himal im östlichen Nepal.
Der Pokalde ist ein so genannter Trekkinggipfel. Er liegt in der Khumbu-Region, 12 km südwestlich des Mount Everest, und besitzt eine Höhe von 5806 m (nach anderen Quellen 5745 m).
Der Gipfel fällt in die Kategorie „B“ der Trekkinggipfel gemäß der Mountaineers Association of Nepal. Er ist leicht zugänglich (kurzer Anstieg, leichte Kletterei) und bietet einen Blick auf die Gipfel von Makalu, Ama Dablam und Pumori.
Die günstigste Zeit im Jahr für eine Besteigung liegt in den Perioden März–Mai und September–Dezember.
Die Erstbesteigung des Pokalde gelang am 15. April 1953 W. Noyce, Tom Bourdillon und M. Ward.